# تپه قوشابولاغ
تپه قوشابولاغ مربوط به دوره اشکانیان - دوره ساسانیان -اوایل ومیانی دوران‌های تاریخی پس از اسلام است و در شهرستان ماهنشان، بخش مرکزی، دهستان اوریاد، روستای تازه کند، ۲ کیلومتری شمال روستا واقع شده و این اثر در تاریخ ۲۵ آبان ۱۳۸۷ با شمارهٔ ثبت ۲۳۸۳۵ به‌عنوان یکی از آثار ملی ایران به ثبت رسیده است.